# Нормандський формат

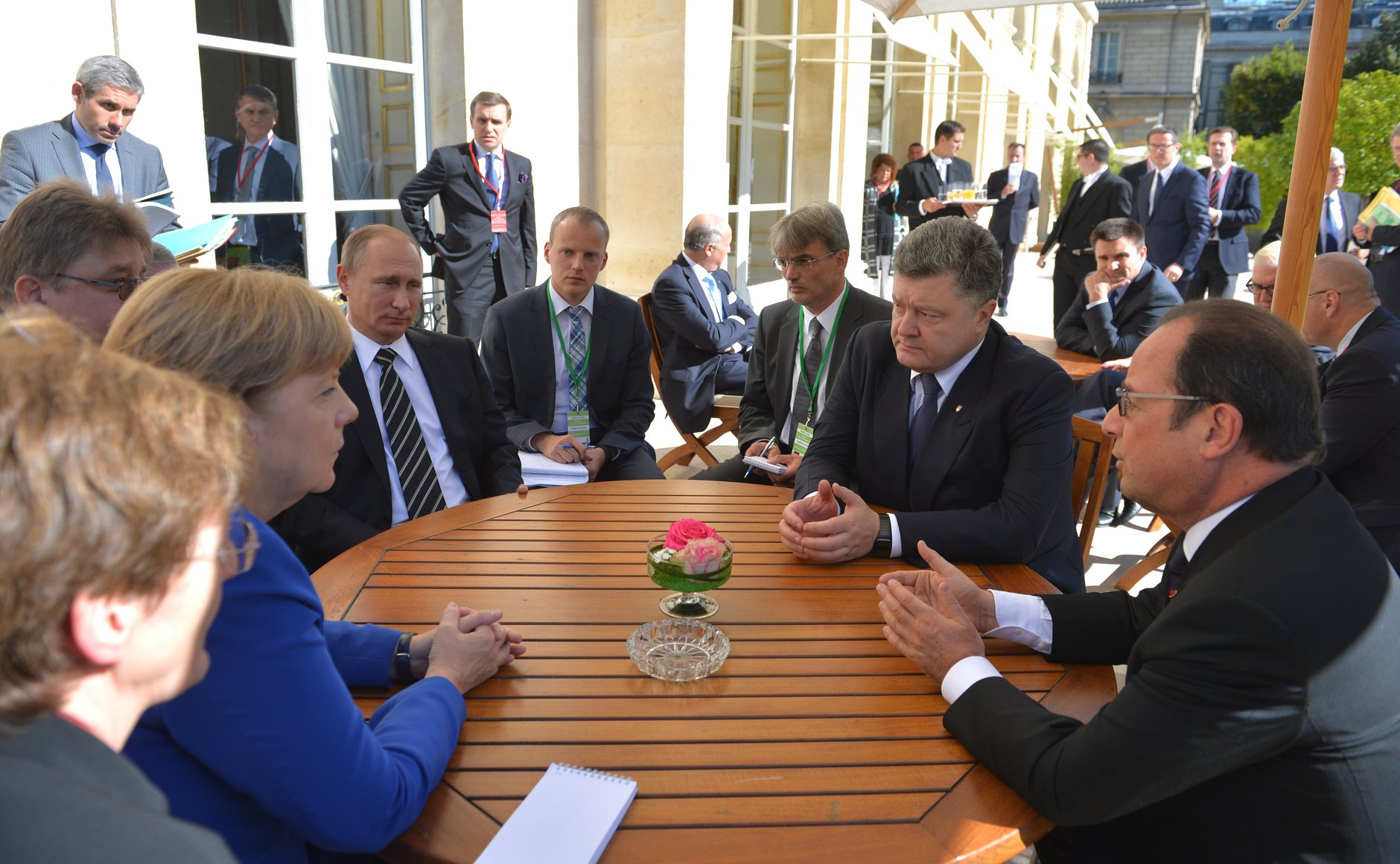
Жовтень 2015

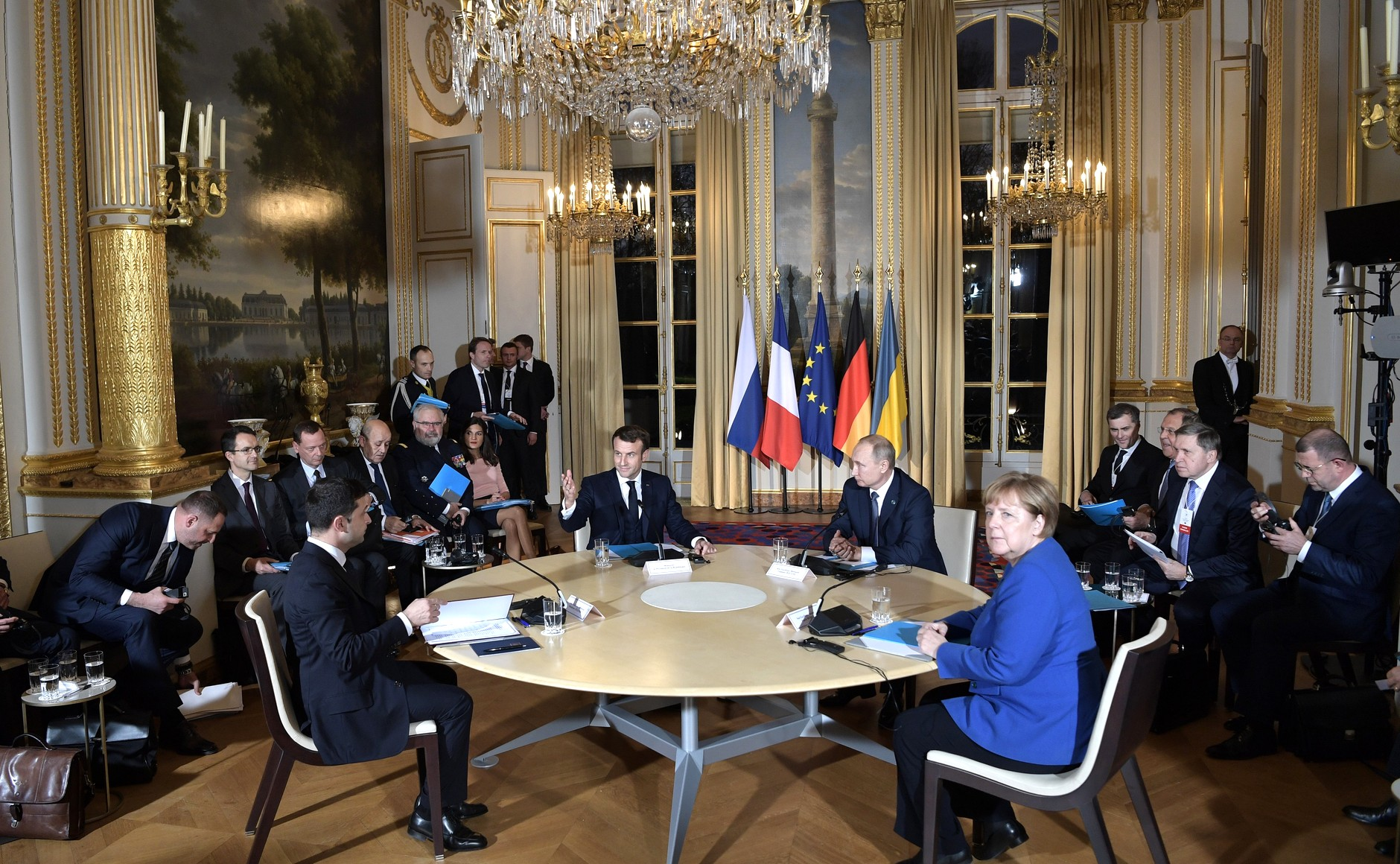
Зустріч в «нормандському форматі». Париж, 9 грудня 2019

Норма́ндський форма́т (фр. format normand) — тип зустрічей у чотиристоронньому форматі (Україна—Німеччина—Франція—Росія), де обговорюються питання щодо Російської збройної агресії проти України. 

## Назва і зустрічі
Назва формату походить від зустрічі глав цих чотирьох держав, котра вперше відбулася 6 червня 2014 року, в містечку Бенувіль, що в Нормандії (Франція), в рамках відзначення 70-річчя операції «Оверлорд» та відкриття другого фронту Другої світової війни.
Наступна зустріч в такому ж форматі пройшла 16—17 жовтня в Мілані (Італія). Обидві зустрічі не ознаменувалися якимись суттєвими домовленостями.
Третя зустріч відбулася 11—12 лютого 2015 року в Мінську (Білорусь).

## Переговори

### Бенувіль (Нормандія), 6 червня 2014
Перша зустріч в цьому форматі відбулась 6 червня 2014-го, тоді зустрілись Петро Порошенко, Володимир Путін, Франсуа Олланд та Ангела Меркель. Формат отримав назву від регіону Нормандія, де знаходиться містечко Бенувіль, в якому вперше проходила така зустріч. На зустрічі лідери країн обговорили російсько-українську війну, її наслідки та задекларували бажання якнайшвидшого завершення війни.

### Мілан, 16 жовтня 2014
Друга зустріч пройшла в Мілані, де лідери держав обговорювали Закон про особливий статус Донбасу, ухвалений до цього Верховною радою. За круглим столом було 8 учасників: Ангела Меркель (канцлер Німеччини), Франсуа Олланд (президент Франції), Маттео Ренці (прем'єр-міністр Італії), Девід Камерон (прем'єр-міністр Великої Британії), Герман Ван Ромпей (президент Європейської Ради), Жозе Мануель Баррозу (голова Єврокомісії), Петро Порошенко, Володимир Путін.

### Мінськ, 11-12 лютого 2015
Чергові переговори пройшли в Мінську, вони тривали 17 годин, в результаті було підписано Декларацію на підтримку Комплексу заходів з виконання мінських угод, названо кроки з їхнього впровадження в життя.

### Париж, 2 жовтня 2015
В Парижі відбулась зустріч «нормандської четвірки», було узгоджено відведення озброєнь калібром до 100 мм на відстань 15 км від лінії зіткнення.

### Берлін, 19 жовтня 2016
У Берліні 19 жовтня 2016 керівники України, Росії, Німеччини та Франції за закритими дверима обговорювали можливості врегулювання конфлікту на Донбасі. До української делегації входили президент Порошенко, міністр закордонних справ Павло Клімкін та заступник голови Адміністрації президента Костянтин Єлісєєв. Також у переговорах брали участь міністри закордонних справ Франції, Німеччини та Росії. До російської делегації також входить помічник президента Владислав Сурков, якого офіційний Київ звинувачує у «кураторстві самопроголошених ДНР та ЛНР». У Кремлі такі звинувачення відкидають.
На цих переговорах було погоджено питання розробки «дорожньої карти» імплементації Мінських домовленостей. В цій дорожній карті має бути дві складові: послідовності кроків для імплементації Мінських угод, а також гарантії виконання цих кроків.
Позиція України полягає в тому що виконання безпекових умов, припинення вогню, виведення іноземних військ, дотримання режиму розведення військової техніки, забезпечення безперешкодного доступу представників ОБСЄ, звільнення заручників мають передувати переходу до виконання політичної частини.
Затверджено німецькі й французькі пропозиції щодо основи «дорожньої карти». Міністрам МЗС доручено до кінця листопада 2016 затвердити основу «дорожньої карти». Ці домовленості майже не мали результатів, а розведення військ було зірвано.

### Париж, 9 грудня 2019
9 грудня в Парижі був проведений саміт за участі представників України, Франції, Німеччини та РФ. Ця зустріч проводилася вперше після трирічної перерви. Метою саміту було затвердження нової послідовності введення в дію мінських угод та обговорення формули Штайнмаєра.
В Україні запланованій зустрічі передували протестні (попереджувальні) акції «Ні капітуляції!» і «Варта на Банковій» (8-9 грудня 2019), учасники яких виступали проти будь-яких однобічних поступок російському агресорові, які б могли в подальшому зашкодити поверненню української влади на окуповані Донбас і в Крим.
Протягом останніх кількох днів перед самітом в Інтернеті стало поширюватись все більше новин, що стали свідчити про міжнародну підтримку України. Разом з тим, між Німеччиною та Росією розгорівся дипломатичний скандал: Берлін звинуватив Москву у причетності до політичних вбивств на німецькій території. А у французьких ЗМІ повідомили про нові докази атаки на Е. Макрона хакерів з РФ під час його виборів 2017 року. «Контрольним пострілом» підтримки стало повідомлення МВФ, оприлюднене в ніч з 8 на 9 грудня 2019 року про наближення нової програми фінансування України Фондом.
На «нормандську зустріч» у складі офіційної делегації від України разом із Президентом Зеленським вирушили 13 високопоставлених чиновників: міністр закордонних справ Вадим Пристайко, міністр внутрішніх справ Арсен Аваков, міністр енергетики та захисту довкілля України Олексій Оржель; глава Служби безпеки України Іван Баканов, головнокомандувач Збройних сил України Руслан Хомчак, перший помічник президента Сергій Шефір, помічник президента Андрій Єрмак, радник президента Руслан Демченко, глава офісу президента Андрій Богдан, заступник глави Офісу президента Кирило Тимошенко, заступник глави Офісу президента Юрій Костюк, заступник глави Офісу президента Ігор Жовква, виконавчий директор «Нафтогазу» Юрій Вітренко.
Під час власне саміту у В. Путіна не було зовнішньої підтримки, на томість В. Зеленського підтримували і Франція, і Німеччина. Зокрема, канцлерка Німеччини Ангела Меркель підтримала Зеленського щодо змін Мінських домовленостей.

За результатами зустрічі, загалом, українці були задоволені тим, що В. Зеленський озвучив т. зв. «червоні лінії» та не поступився ними:
Перше — це неможливість федералізації. Україна — унітарна держава, це незмінна стаття її Конституції та непорушний принцип існування держави.
Друге — неможливість будь-кого вчиняти будь-який вплив на вектор руху та розвитку України, яка є незалежною, самостійною, демократичною державою, вектор розвитку якої обиратиме виключно її народ.

Третє — неможливість компромісів з врегулювання ситуації на сході України через поступки територіями в межах міжнародно визначених кордонів. Для кожного українця і Донбас, і Крим — це Україна.
Разом з тим, слід зазначити, що обіцянки президента України щодо досягнення повної перемоги на саміті у Парижі не справдилися. Проте, паризька зустріч справді принесла деякі перемоги Україні або наблизила до них. Передусім це питання обміну ув'язненими. «Домовились про початок — всіх узгоджених на всіх узгоджених. Зараз покажуть нам списки, ідеться про Донбас. Давайте зробимо перший крок, це великий крок, бо 72 людини можуть приїхати додому», — розповів український президент.
Також, «Нормандська четвірка», домовилася розширити мандат спостережної місії ОБСЄ. До цього ОБСЄшники спостерігали за обстрілами лише у світлий час доби. Це робило їхні звіти мало пов'язаними із реальністю, адже представники «ДНР/ЛНР», як правило, ведуть обстріли українських позицій уночі.
Зеленський стверджує, що в газовому питанні є «перемога» — мовляв, Україна та Росія наблизилися до газової угоди, при цьому річний чи дворічний контракт вже не розглядається, а також є згода про те, що Росія виконає рішення Стокгольмського арбітражу — щоправда, сплативши $3 млрд газом.
Особливі занепокоєння українців викликала зустріч Зеленського з Путіним тет-а-тет. Вона відбулася у кулуарах саміту. Про неї український президент розповів журналістам уже уночі. «Чи можна з ним домовлятися? Складно домовлятися. Дуже. Але сьогодні були моменти, коли ми у чомусь домовлялися, у деяких питаннях», — сказав Зеленський. Російський президент у своїх заявах та відповідях на запитання діяв у звичному режимі: брехав, маніпулював, втручався у внутрішні справи України. Володимир Путін, коментуючи результати перемовин, заявив, що залишився ними задоволений, адже в багатьох питаннях було досягнуто прогресу: «Процес рухається в правильному напрямку».
За результатами саміту було підписано підсумковий документ під назвою «Загальні узгоджені висновки Паризького саміту в Нормандському форматі 9 грудня 2019 року». Ці домовленості передбачають, зокрема, імплементацію «формули Штайнмаєра» в українське законодавство згідно з версією, узгодженою Н4 та Тристоронньою контактною групою, а також закріплення «особливого статусу» окремих районів Донецької та Луганської областей на постійній основі.

### 13 листопада 2020
Чергова зустріч пройшла у онлайн-режимі, в ній взяли участь радники керівників України, Франції, Німеччини та Росії. Було обговорено шляхи активізації роботи Тристоронньої контактної групи та «План спільних кроків» щодо відновлення миру на Донбасі.

## Представники

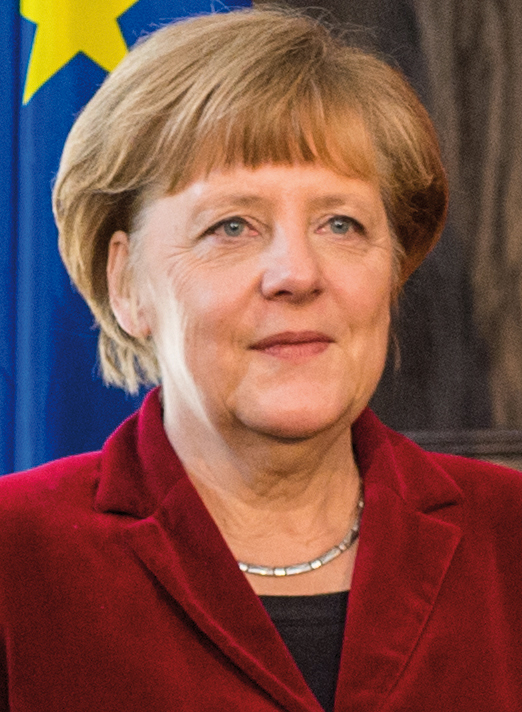
GER Ангела Меркель, Канцлер
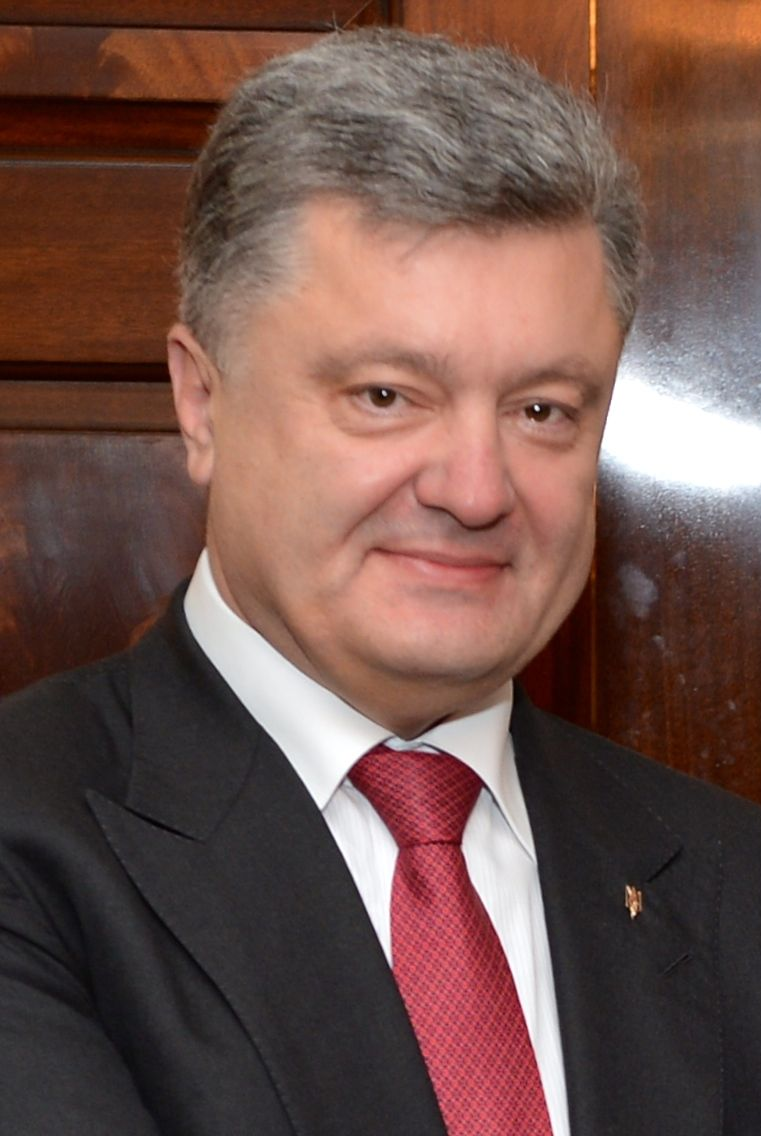
UKR Петро Порошенко, Президент
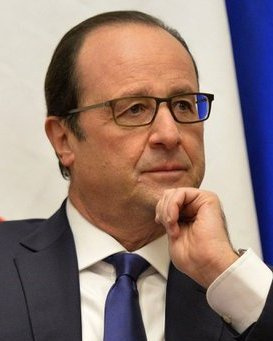
FRA Франсуа Олланд, Президент
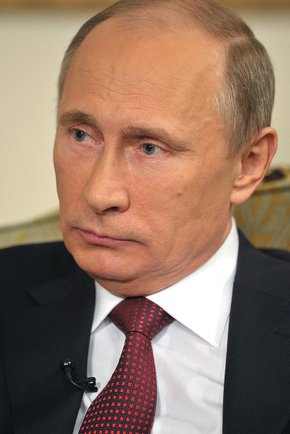
RUS Володимир Путін, Президент

- Німеччина
Ангела Меркель, Канцлер
- Україна
Петро Порошенко, Президент
- Франція
Франсуа Олланд, Президент
- Росія
Володимир Путін, Президент

### Представники Міністерств закордонних справ

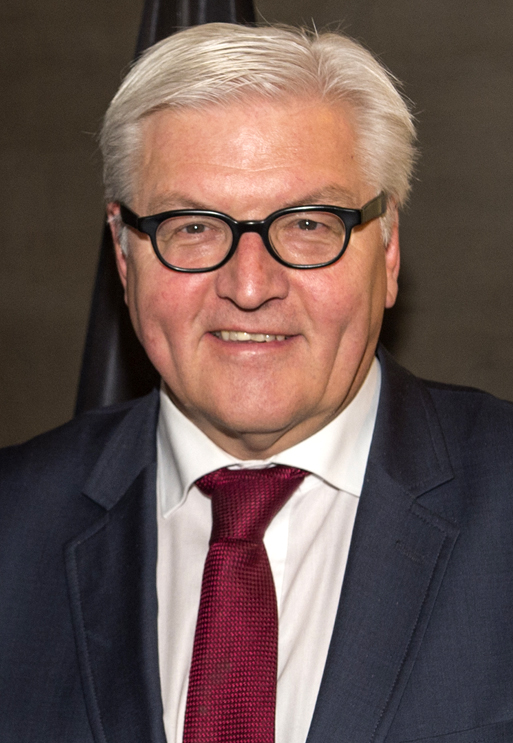
Німеччина Франк-Вальтер Штайнмайєр, Міністр
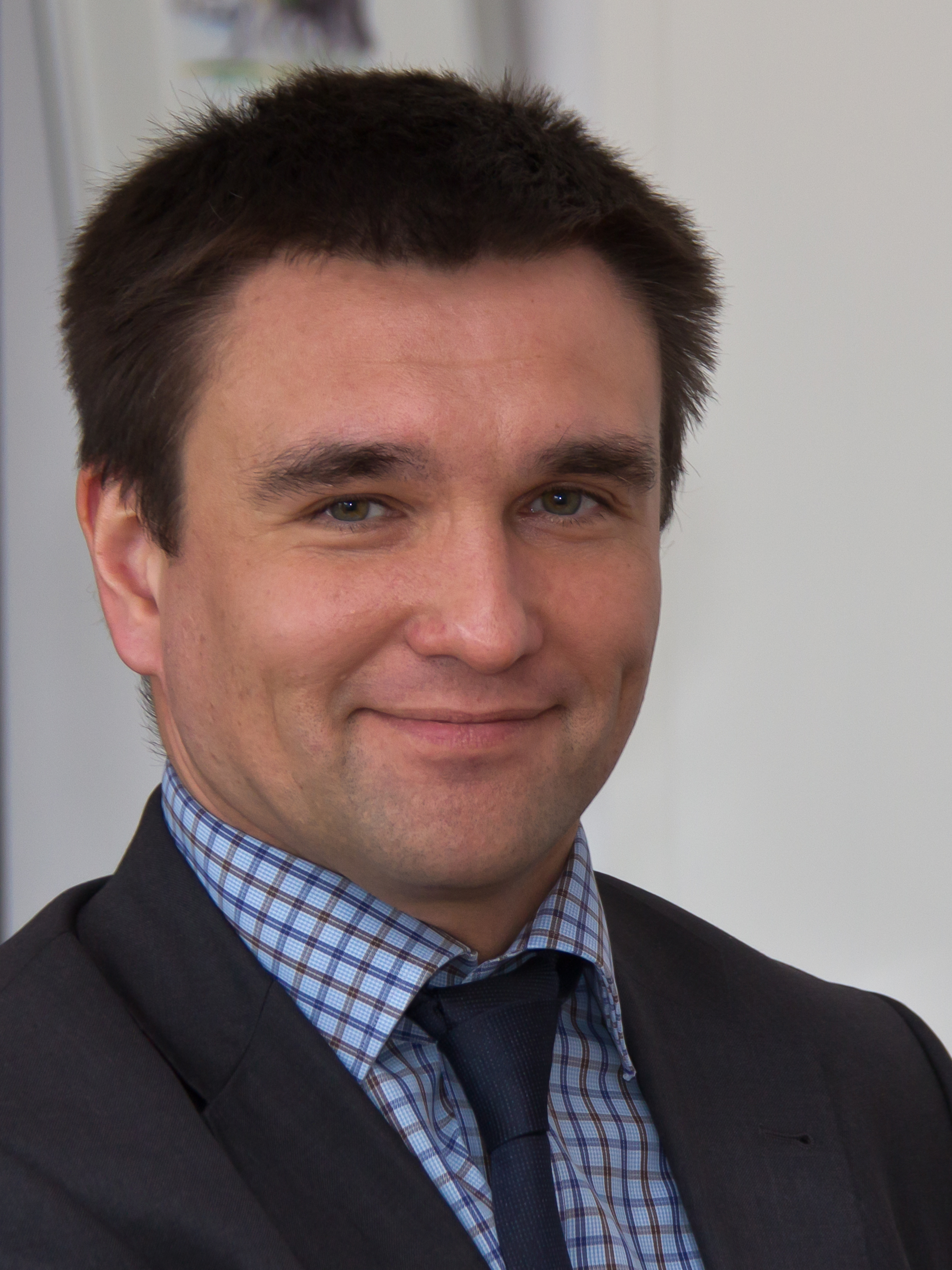
Україна Павло Клімкін, Міністр (до 29 серпня 2019 р.)
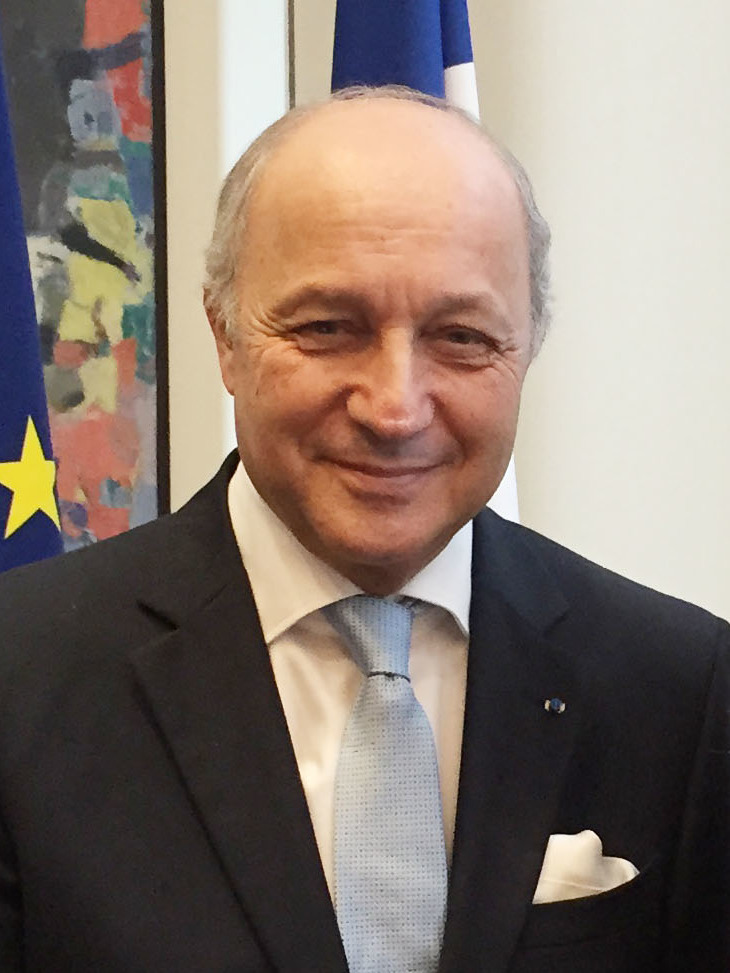
Франція Лоран Фабіус, Міністр (до 11 лютого 2016)
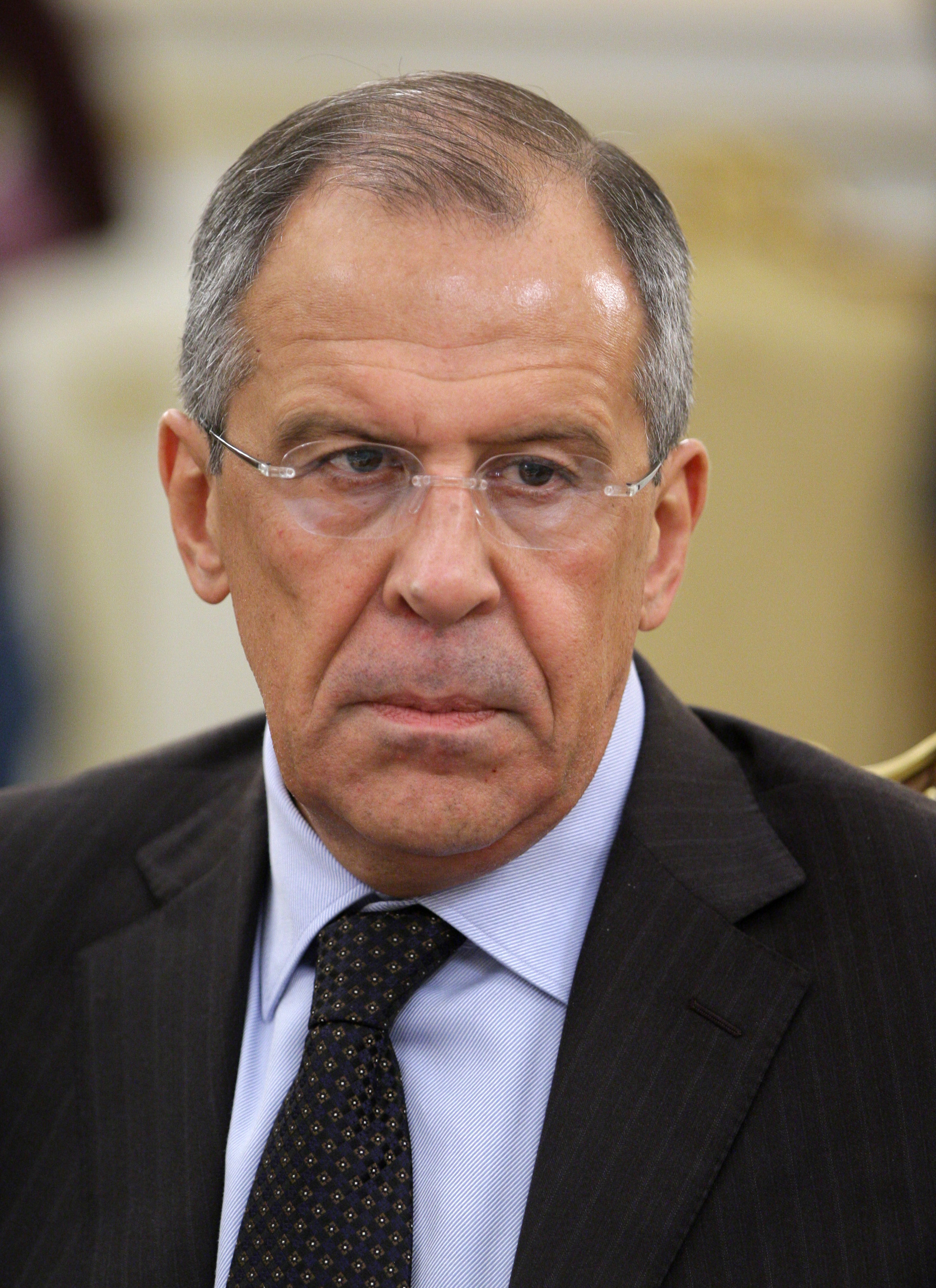
Росія Сергій Лавров, Міністр

### 2021 рік
Зустріч "нормандської четвірки" планувалась до закінчення повноважень канцлера Німеччини Ангели Меркель та може пройти в онлайн форматі. Україна готує обговорення наступних тем: "Північний потік-2" і військова безпека України, ситуація на Сході України (закінчення війни на Донбасі).
11 жовтня Емманюель Макрон разом з Ангелою Меркель по черзі провели переговори з президентом України Володимиром Зеленським та президентом Російської Федерації Володимиром Путіним. Російська Федерація відмовляється від участі в саміті "нормандської четвірки", наразі вирішено обмежитися переговорами на рівні глав МЗС України, Німеччини, Франції та Росії. 

## Критика
У квітні 2021 року міністр закордонних справ України Дмитро Кулеба заявив про неефективність формату, що існує, і повідомив, що «з усього механізму, діалогу, які ми маємо з Росією, живим є зараз по суті тільки „нормандський формат“ на рівні радників».

## Пропозиції щодо зміни формату
27 квітня 2021 року Президент Зеленський заявив про необхідність розширення «нормандського» формату, пояснивши, що «це може бути розширення „нормандського“ формату», або «окремий, паралельний формат з іншими країнами, з дуже серйозними, потужними гравцями». За день до цього в інтерв'ю газеті Financial Times Зеленський закликав переглянути домовленості 2015 року та долучити до «нормандського» процесу Велику Британію, Канаду та США.